# 1873年至1874年英格蘭足總盃
1873-74球季英格蘭足總盃（英語：1873-74 FA Cup），是第3屆英格蘭足總盃，今屆賽事的冠軍是牛津大學，他們在決賽以2:0擊敗皇家工程師，奪得冠軍。本屆賽事在橢圓體育場舉行。
牛津大學奪得他們唯一一次足總盃冠軍。

## 外部連結
- 英格蘭足總盃官網Archive-It的存檔，存档日期2012-04-24
- 英格蘭足總盃 歷屆冠軍（页面存档备份，存于）